# حصن سدح
حصن سدح، يمثل حصن سدح النهاية الشرقية القصوى لسلسلة من التحصينات التي تحمي ساحل ظفار. 
وبالرغم من موقعها البعيد إلا أن سدح مدينة مزهرة، تفخر بمصائد الصفيلح 
التقليدية وتاريخ مزدهر بتجارة البخور المربحة، وما زالت مساكن تجار صمغ المر الأثرياء تقف في صدر شاطئ المدينة.